# Q-symbole de Pochhammer
En combinatoire, le q-symbole de Pochhammer est un symbole permettant de noter facilement certains produits. C'est l'élément de base des q-analogues. C'est le q-analogue du symbole de Pochhammer défini par Leo Pochhammer. 

## Définition et notations
Le q-symbole de Pochhammer est :
{\displaystyle (a;q)_{n}=\prod _{k=0}^{n-1}(1-aq^{k})=(1-a)(1-aq)(1-aq^{2})\cdots (1-aq^{n-1})}
avec 
{\displaystyle (a;q)_{0}=1}.
On peut étendre la notation à des produits infinis : 
{\displaystyle (a;q)_{\infty }=\prod _{k=0}^{\infty }(1-aq^{k}).}
On note parfois {\displaystyle (a)_{n}=(a;q)_{n}}, lorsqu'il est clair que la variable est q.

## Fonctions génératrices de partitions
Un grand nombre de séries génératrices représentant des partitions peuvent être exprimées de façon compacte avec ces symboles.
Par exemple, celle du nombre p(n) de partitions de l'entier n peut s'écrire : 
{\displaystyle \sum _{n=0}^{\infty }p(n)q^{n}=\prod _{n=1}^{\infty }{\frac {1}{1-q^{n}}}={\frac {1}{(q;q)_{\infty }}}}.
Notons que l'on retrouve ici l'inverse de la fonction d'Euler.

## Identités
L'une des identités les plus simples est le théorème q-binomial, (exprimé ici avec la notation compacte) : 
{\displaystyle \sum _{n\in \mathbb {N} }{\frac {(a)_{n}}{(q)_{n}}}z^{n}={\frac {(az)_{\infty }}{(z)_{\infty }}}},
dont des cas particuliers sont les deux identités d'Euler :
{\displaystyle (z)_{\infty }=\sum _{n\in \mathbb {N} }{\frac {q^{n(n-1)/2}}{(q)_{n}}}(-z)^{n}\quad {\text{et}}\quad {\frac {1}{(z)_{\infty }}}=\sum _{n\in \mathbb {N} }{\frac {z^{n}}{(q)_{n}}}}.
On peut en déduire des théorèmes, comme celui des nombres pentagonaux : {\displaystyle (q;q)_{\infty }=\sum _{k\in \mathbb {Z} }(-1)^{k}q^{k(3k-1)/2}}, ou encore celui du triple produit de Jacobi.
Les calculs sur les q-séries permettent aussi de trouver des égalités entre objets combinatoires sans expliciter de bijection, c'est le cas par exemple des identités de Rogers-Ramanujan.